# Грицай Василь Овсійович
Василь Овсійович Грица́й (справжнє прізвище Колтановський; нар. 8 травня 1856, Куковичі Сосницького — пом. 15 березня 1910, Куковичі Сосницького) — український актор, оперний співак (тенор, пізніше баритон), режисер. Чоловік актриси Олександри, батько актриси Віри Віриних.

## Біографія
Народився 26 квітня [8 травня] 1856 року в селі Куковичах Чернігівської губернії в родині священика. Закінчив Чернігівську духовну семінарію. Навчався співу в Харківському музичному училищі (викладач професор К. О. Прохорова-Мауреллі).
Сценічну діяльність почав у 1883 році в Харківській трупі М. Л. Кропивницького (партія Петра в опері «Наталка Полтавка» М. Лисенко). В цьому ж році перейшов в трупу М. П. Старицького. Надалі виступав в трупі П. Саксаганського (1893—1996) та Д. А. Гайдамаки (1897—1999).
Протягом 1900—1907 років з перервами очолював драматичні антрепризи, з якими гастролював Україною і Росією. Помер в Куровичах 2 [15] березня 1910 року.

## Творчість, репертуар
Мав гарний сильний голос широкого діапазону. На початку кар'єри співав тенорові партії, пізніше баритонові.
Перші партії:
- Левко («Утоплена» М. Лисенко, 1885);
- Ілько («Черноморці» М. Лисенко, Харків, 1883);
- Іван («Черноморці» М. Лисенко, Одеса, 1884);
- Султан («Запорожец за Дунаєм» С. Гулака-Артемовського, Ростов-на-Дону, 1884).

Виконував українські народні пісні.
Виступав в драматичних спектаклях. Найкращі ролі: Хома, Юрко Довбиш («Ой не ходи, Грицю, та й на вечорниці», «Юрко Довбиш» М. П. Старицького), Олексій («Сватання на Гончарівці» Г. Квітки-Основ'яненка), Микита, Андрій («Дай серцю волю, заведе в неволю», «Глитай» М. Л. Кропивницького) та ін.